# Henri Van Seben

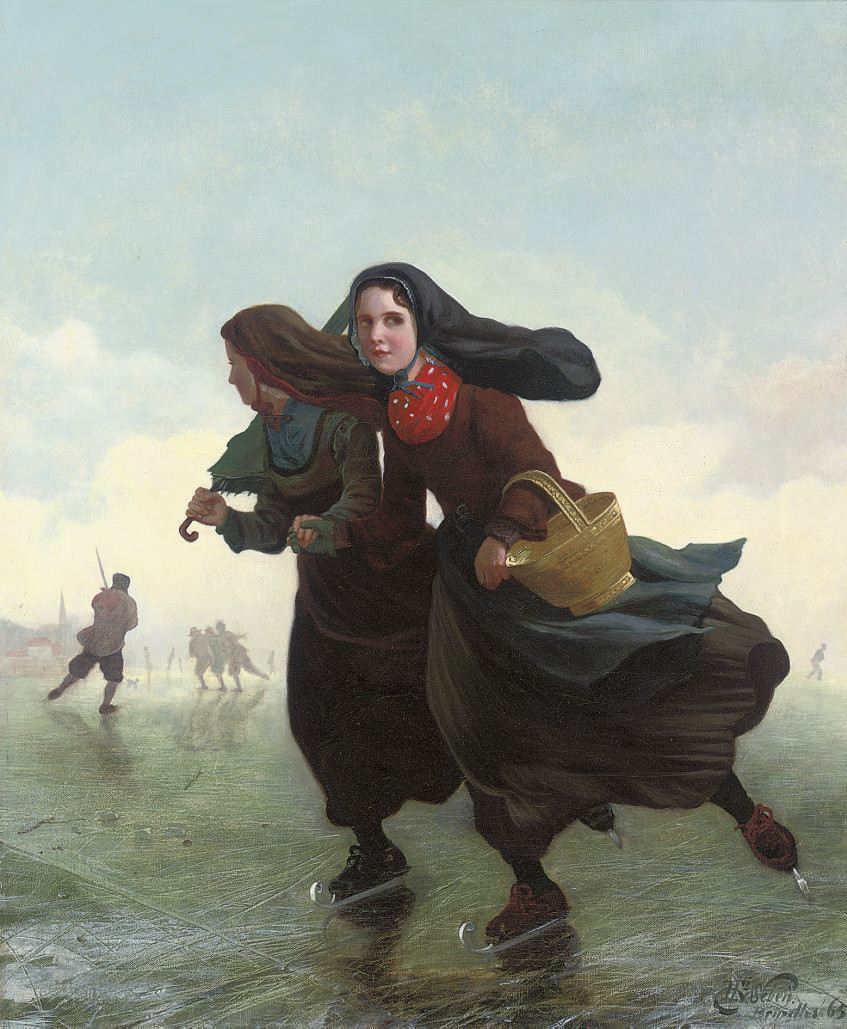
Schlittschuhläufer auf dem gefrorenen Fluss

Henri Van Seben (* 15. November 1825 in Brüssel; † 23. November 1913 in Ixelles/Elsene) war ein belgischer Maler von Genreszenen und Landschaften.
In der Kindheit verwaist, studierte er von 1839 bis 1850 an der Koninklijke Academie van Beeldende Kunsten in Den Haag bei Hubertus van Hove und Adolf Dillens. 
In den folgenden zehn Jahren ließ er sich in Ixelles/Elsene nieder, wo er bis zu seinem Tod lebte. Er erhielt 1881 die Goldmedaille im Brüsseler Salon.
Seine Lieblingsmotive waren Landschaften und Genreszenen in ländlichen Gebieten, sowohl in Belgien als auch in Holland, oft im Winter mit Schlittschuhläufern. Van Seben stellte regelmäßig auf den dreijährlichen Ausstellungen sowie bei der Société royale belge des aquarellistes aus, deren Mitglied er ab 1858 war.